# 56-я гвардейская стрелковая дивизия
56-я гвардейская стрелковая Смоленская Краснознамённая дивизия — воинское формирование (соединение) РККА в Великой Отечественной войне.
Условное наименование — войсковая часть полевая почта (в/ч пп) № 28755.
Сокращённое наименование — 56 гв. сд.

## История формирования
56-я гвардейская стрелковая дивизия была образована из составов 74-й и 91-й отдельных Сталинских добровольческих стрелковых бригад, директивой заместителя НКО СССР № орг/2/133681 от 19 апреля 1943 года на основании приказа Ставки ВГК от 16 апреля 1943 года в составе 19-го гвардейского Сталинского Сибирского стрелкового корпуса. Формирование дивизии проходило с 6 по 13 мая 1943 года, в районе города Гжатск, по штату № 04/501-12.
4 июля 1943 года гвардии генерал-лейтенант Поветкин, на торжественном построении, вручил командиру дивизии, гвардии полковнику Колобутину гвардейское Красное Знамя. До 13 июля 1943 года части дивизии занимались боевой подготовкой.

## Участие в боевых действиях
Период вхождения в действующую армию: 15 мая 1943 года — 9 мая 1945 года.
В ночь на 29 июля 1943 года дивизия сменила обороняющиеся части 85-й гвардейской стрелковой дивизии на фронте Сергеевка, Шилово, Раевский. С 7 по 25 августа 1943 года дивизия участвовала в прорыве сильно укреплённой полосы противника северо-западнее Спас-Деменска. 29 августа части дивизии прорвав оборону противника на реке Угра начали стремительное преследование с боями противника чем способствовали овладению городом Ельня.
3 сентября 1943 года прорвав сильно укреплённую полосу обороны под станцией Нежода, части дивизии совершили стремительный обходной манёвр и участвовали в освобождении города Смоленск, за что дивизия удостоилась почётного наименования «Смоленская».
28 сентября 1943 года дивизия совместно с другими частями 19-го гвардейского стрелкового корпуса участвовала в освобождении населённых пунктов Красный и Зверовичи.
23 октября 1943 года дивизия вышла на подступы к городу Орша севернее реки Днепр, преодолела сильное сопротивление врага западнее реки Верхита и завязала ожесточённые бои за овладение Осинстроем.
23 декабря 1943 года дивизия передислоцировалась в район Сенчиты Великолукского района, где вошла в состав 2-го Прибалтийского фронта.

## Состав дивизии
- 254-й гвардейский стрелковый полк
- 256-й гвардейский стрелковый полк
- 258-й гвардейский стрелковый полк
- 189-й гвардейский артиллерийский полк
- 91-й отдельный гвардейский истребительно-противотанковый дивизион
- 87-я отдельная гвардейская разведывательная рота
- 97-й отдельный гвардейский сапёрный батальон
- 117-я отдельная гвардейская рота связи
- 567-й (92-й) медико-санитарный батальон
- 88-я отдельная гвардейская рота химической защиты
- 625-я (90-я) автотранспортная рота[2]
- 642-я (86-я) полевая хлебопекарня
- 649-й (84-й) дивизионный ветеринарный лазарет
- 2061-я полевая почтовая станция
- 1221-я полевая касса Госбанка[6]
- Отдельный гвардейский учебный стрелковый батальон

## Подчинение
| Подчинение      | Подчинение              | Подчинение             | Подчинение                         | Подчинение |
| На дату         | Фронт                   | Армия                  | Корпус                             |            |
| --------------- | ----------------------- | ---------------------- | ---------------------------------- | ---------- |
| 01.06.1943 года | Западный фронт          | 10-я гвардейская армия | 19-й гвардейский стрелковый корпус |            |
| 01.07.1943 года | Западный фронт          | 10-я гвардейская армия | 19-й гвардейский стрелковый корпус |            |
| 01.08.1943 года | Западный фронт          | 10-я гвардейская армия | 19-й гвардейский стрелковый корпус |            |
| 01.09.1943 года | Западный фронт          | 10-я гвардейская армия | 19-й гвардейский стрелковый корпус |            |
| 01.10.1943 года | Западный фронт          | 10-я гвардейская армия | 19-й гвардейский стрелковый корпус |            |
| 01.11.1943 года | Западный фронт          | 10-я гвардейская армия | 19-й гвардейский стрелковый корпус |            |
| 01.12.1943 года | Западный фронт          | 10-я гвардейская армия | 19-й гвардейский стрелковый корпус |            |
| 01.01.1944 года | 2-й Прибалтийский фронт | 10-я гвардейская армия | 19-й гвардейский стрелковый корпус |            |
| 01.02.1944 года | 2-й Прибалтийский фронт | 10-я гвардейская армия | 19-й гвардейский стрелковый корпус |            |
| 01.03.1944 года | 2-й Прибалтийский фронт | 10-я гвардейская армия | 19-й гвардейский стрелковый корпус |            |
| 01.04.1944 года | 2-й Прибалтийский фронт | 10-я гвардейская армия | 19-й гвардейский стрелковый корпус |            |
| 01.05.1944 года | 2-й Прибалтийский фронт | 10-я гвардейская армия | 19-й гвардейский стрелковый корпус |            |
| 01.06.1944 года | 2-й Прибалтийский фронт | 10-я гвардейская армия | 19-й гвардейский стрелковый корпус |            |
| 01.07.1944 года | 2-й Прибалтийский фронт | 10-я гвардейская армия | 19-й гвардейский стрелковый корпус |            |
| 01.08.1944 года | 2-й Прибалтийский фронт | 10-я гвардейская армия | 19-й гвардейский стрелковый корпус |            |
| 01.09.1944 года | 2-й Прибалтийский фронт | 10-я гвардейская армия | 19-й гвардейский стрелковый корпус |            |
| 01.10.1944 года | 2-й Прибалтийский фронт | 10-я гвардейская армия | 19-й гвардейский стрелковый корпус |            |
| 01.11.1944 года | 2-й Прибалтийский фронт | 10-я гвардейская армия | 19-й гвардейский стрелковый корпус |            |
| 01.12.1944 года | 2-й Прибалтийский фронт | 10-я гвардейская армия | 19-й гвардейский стрелковый корпус |            |
| 01.01.1945 года | 2-й Прибалтийский фронт | 10-я гвардейская армия | 19-й гвардейский стрелковый корпус |            |
| 01.02.1945 года | 2-й Прибалтийский фронт | 10-я гвардейская армия | 19-й гвардейский стрелковый корпус |            |
| 01.03.1945 года | 2-й Прибалтийский фронт | 10-я гвардейская армия | 19-й гвардейский стрелковый корпус |            |
| 01.04.1945 года | Ленинградский фронт     | 10-я гвардейская армия | 19-й гвардейский стрелковый корпус |            |
| 01.05.1945 года | Ленинградский фронт     | 10-я гвардейская армия | 19-й гвардейский стрелковый корпус |            |

## Награды и почётные наименования
| Награда (наименование)             | Дата награждения                                                               | За что получена |
| ---------------------------------- | ------------------------------------------------------------------------------ | --- |
| Почётное звание «Гвардейская»      | присвоено приказом НКО СССР от 16 апреля 1943 года                             | при формировании, в составе 19-го гвардейского Сталинского Сибирского стрелкового корпуса                                                           |
| Почётное наименование «Смоленская» | присвоено приказом Верховного главнокомандующего № 25 от 25 сентября 1943 года | в ознаменование одержанной победы и отличия в боях за освобождение города Смоленска                                                                 |
| Орден Красного Знамени             | награждена указом Президиума Верховного Совета СССР от 3 ноября 1944 года      | за образцовое выполнение заданий командования в боях с немецкими захватчиками, за овладение городом Рига и проявленную при этом доблесть и мужество |

Также был удостоен почётного наименования входящий в состав дивизии 254-й гвардейский стрелковый полк имени Алекандра Матросова
- Почётное наименование «имени Александра Матросова» присвоено приказом НКО СССР № 269 от 8 сентября 1943 года[10]

## Командование дивизии

### Командиры
- Асафьев, Василий Андрианович (06.03.1943 — 04.06.1943), гвардии полковник;
- Колобутин, Анатолий Иванович (04.06.1943 — 30.10.1944), гвардии полковник;
- Бойко, Фёдор Павлович (31.10.1944 — 31.12.1944), гвардии полковник;
- Кровяков, Иван Филатович (13.01.1945 — 05.06.1945), гвардии полковник[11][12];
- Колобутин Анатолий Иванович (06.06.1945 — 01.1946), гвардии генерал-майор

### Заместители командира дивизии по строевой части
- Асафьев Василий Андрианович (04.06.1943 — 08.1944), гвардии полковник

### Заместители командира по политической части
- Корсаков Александр Михайлович (15.05.1943 — 16.06.1943), гвардии подполковник[13]

### Начальники штаба дивизии
- Панишев Григорий Иванович (05.1943 — 14.08.1943), гвардии полковник;
- Винокуров Иван Самойлович (14.08.1943 — 06.10.1943), гвардии полковник (умер от ран 11.02.1944);
- Лозенко Евгений Федорович (10.10.1943 — ), гвардии подполковник, гвардии полковник;
- Юрченко ( — 05.1945), гвардии подполковник;
- Рукавичников Павел Дмитриевич (05.1945 — 07.1945), гвардии майор;
- Юрченко (07.1945 — 1945), гвардии подполковник

### Начальники политотдела, с 16.06.1943 он же заместитель командира по политической части
- Ширяев Андрей Сергеевич (15.05.1943 — 16.06.1943), гвардии подполковник;
- Корсаков Александр Михайлович (16.06.1943 — 12.08.1946), гвардии подполковник, с 5.10.1943 гвардии полковник[13]

## Память

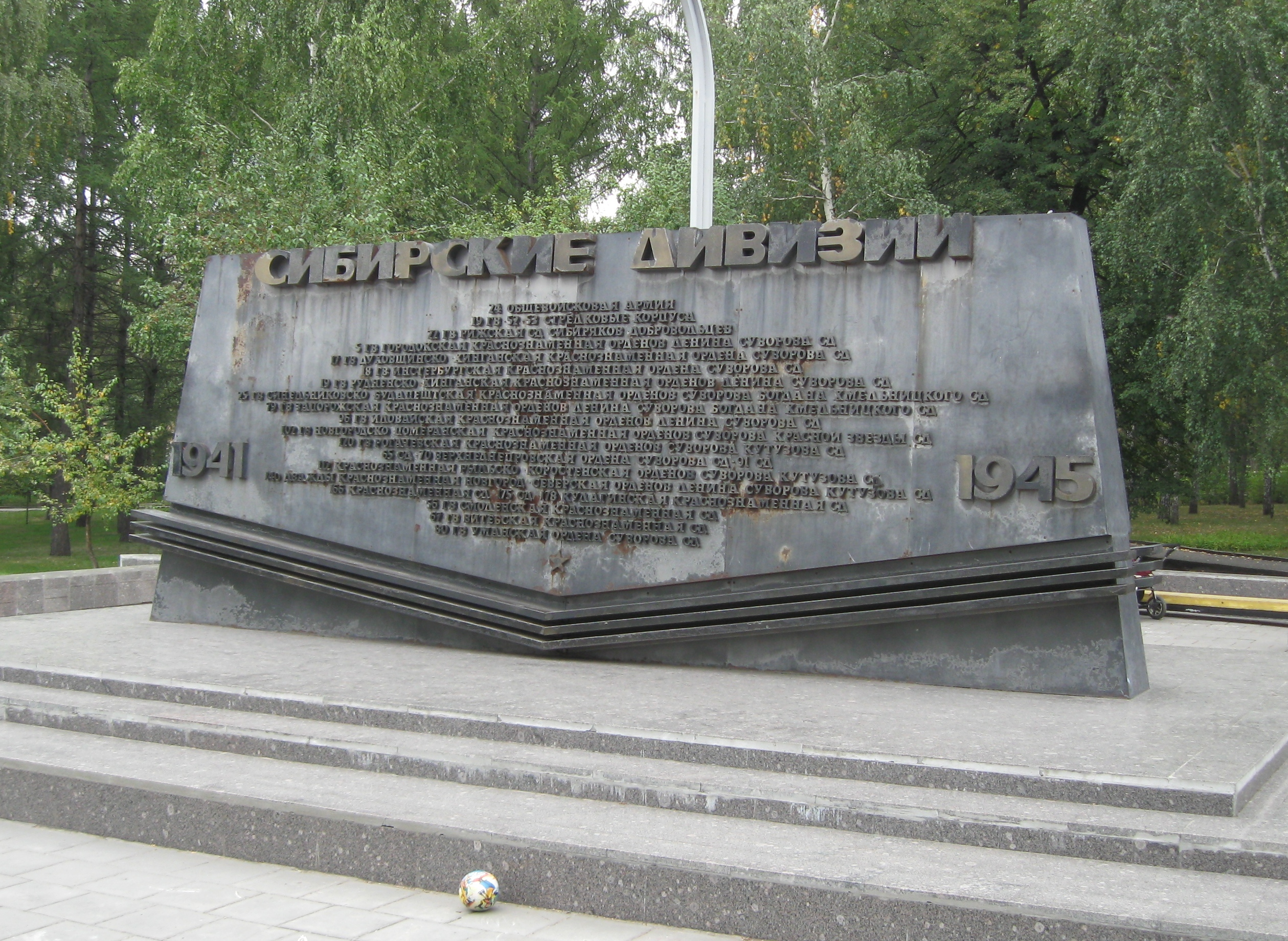
112-я стрелковая дивизия на стеле со списком Сибирских дивизий памятника «Единству Фронта и Тыла» в Новосибирске

- В 2000 году название 56-й гвардейской стрелковой Смоленской Краснознамённой дивизии увековечено на стеле со списком Сибирских дивизий памятника «Единству Фронта и Тыла» мемориального ансамбля «Монумент Славы», в городе Новосибирск.

## Послевоенная история
После окончания Великой Отечественной войны 56-я гвардейская стрелковая дивизия (в/ч 28755) находилась в составе 19-го гвардейского стрелкового корпуса 10-й гвардейской общевойсковой армии Ленинградского военного округа, с местом дислокации город Эльва
В 1947 году, в ходе организационно-штатных мероприятий, 56-я гвардейская стрелковая Смоленская Краснознамённая дивизия была расформирована. Остался только 254-й гвардейский стрелковый полк имени Александра Матросова (в/ч 92953), который был включён в состав 36-й гвардейской механизированной Ельнинской Краснознамённой ордена Суворова дивизии, с одновременным его переформированием в механизированный, вместо расформированного 114-го гвардейского механизированного полка.